# Alberto Álvarez Morillas
Alberto Álvarez Morillas, (14 de septiembre de 1982) más conocido como Pizarrín, es un viñetista digital e ilustrador español. Estudió Administración y Dirección de Empresas en la Universidad de La Rioja donde se especializó en marketing y publicidad.

## Obra
Ha trabajado con asociaciones sin ánimo de lucro para conseguir visibilidad con acciones de marketing de guerrilla. Una de ellas fue el premio al último clasificado de la carrera en la carrera de Entreviñedos de Cenicero que realizó para la Asociación Riojana de Enfermedades Raras, ARER, colaborando con el Club Maratón Rioja. También he realizado ilustraciones para una campaña de Federación Española de Implantados Cocleares, y otra para la International Mountain Bicycling Association, IMBA, creando una guía de buenas prácticas con las bicicletas en el campo.
Desde marzo de 2021 colabora en el diario digital Rioja2.com como ilustrador gráfico, con una viñeta semanal.
En noviembre de 2021 fue seleccionado entre más de 200 artistas internacionales para participar en el libro sobre Trabajos Forzados en el concurso internacional de la Organización Internacional del Trabajo y la ONG Recursos humanos sin fronteras realizado por @Cartoons4Change.
En julio de 2023 publicó un comic en el número 53 de la revista Fábula.

## Campañas virales
Se hizo viral en redes sociales y apareció en diferentes medios de comunicación a nivel nacional en 2019, con su campaña Descuento por feo, puesta en marcha en la cafetería que regenta en Logroño, La Rioja, y en 2021, cuando cobró un plus en la factura por técnicas adivinatorias aplicadas al café, apareciendo en directo en varios programas de televisión.
En septiembre de 2021 volvió a viralizar otro ticket, en esta ocasión referido a un supuesto sobrecoste en la tortilla de patatas al pedirla sin cebolla, llegando a tener repercusión internacional, al hacerse eco varios medios sudamericanos.

## Exposiciones
- 2021 Razones para crear 2021 Exposición conjunta en La Gota de Leche, Logroño (2021)[12]
- Humor Social XXII: «Wifidependientes: enganchados en la Red». Exposición conjunta en la Sala Aifos de la Universidad de Alicante (Noviembre 2022).[13]
- Laberinto Exposición del colectivo artístico-literario El hombre que fue jueves. Más de 70 artistas (Septiembre 2024).[14]
- Rioja Cómic. Festival dedicado al cómic, Logroño (2024)[15]